# Symplocos hartwegii
Symplocos hartwegii är en tvåhjärtbladig växtart som beskrevs av A. Dc. Symplocos hartwegii ingår i släktet Symplocos och familjen Symplocaceae. Inga underarter finns listade i Catalogue of Life.